# Enichibō Jōnin
Enichibō Jōnin var en japansk präst och målare under första hälften av 1200-talet.
Vid sidan av Yamato-e, som utgjorde huvudriktningen i Kamakuraperiodens måleri, utvecklades särskilt inom de esoteriska sekterna en mer meditativt uttrycksfull stil, troligen tack vare impulser från Songdynastins måleri. Den utbildades av präster, vana vid att kopiera ur modellböcker och oberoende av Yamato-e-traditionen. Enichibō Jōnin var en av de mest betydande av dessa präster.